# Streepsteelveldridderzwam
De streepsteelveldridderzwam (Melanoleuca grammopodia) is een schimmel behorend tot het geslacht Melanoleuca. Hij leeft saprotroof op grof strooisel en humusrijke bodems. Hij komt voor in loofbossen, gemengde bossen en naaldbossen op vochtig tot droog voedselrijk zand, leem en klei. Ook kan hij worden gevonden in lanen, bemeste graslanden, droge zandige kustduinen, stadsparken en wegbermen. Vruchtlichamen verschijnen in de herfst.

## Kenmerken

### Uiterlijke kenmerken
Hoed
De hoed heeft een diameter van 7 tot 15 cm. De vorm is klokvormig, hierna uitgespreid en ten slotte iets ingezakt met een umbo. De hoed is light tot donker grijs-bruinachtig.
Steel
De steel heeft een lengte van 50 tot 120 mm en een dikte van 10 tot 15 mm. Het is bedekt met bruine longitudinale fibrillen die het een 'gegroefd' uiterlijk geven. Het is gezwollen aan de voet.
Lamellen
De lamellen wordt vuile crème naarmate de leeftijd vordert.
Geur
Het vlees is wittig. Het vruchtvlees is zoet en de geur is melig.
Sporenprint
De sporenprint is crèmewit.

### Microscopische kenmerken
De basidiosporen zijn elliptisch, fijnwrattig, amyloïde en meten 8,5-9,5 × 5-6 µm. Cheilocystidia zijn dunwandig, hyaliene en hebben een gezwollen voet en een slanke hals.

## Verspreiding
In Nederland komt de streepsteelveldridderzwam matig algemeen voor. Hij staat op de rode lijst in de categorie 'Kwetsbaar'.

## Foto's

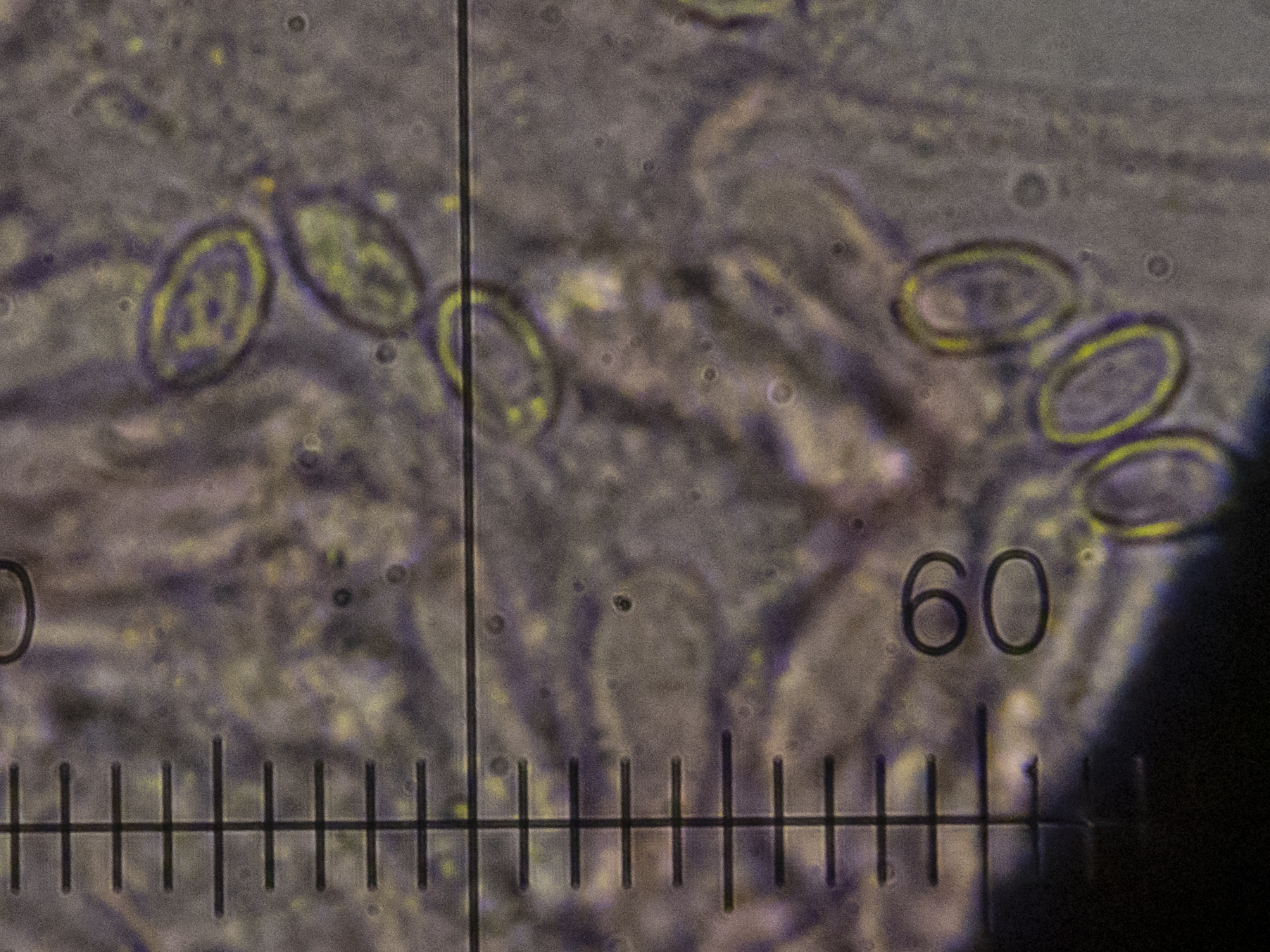
Sporen
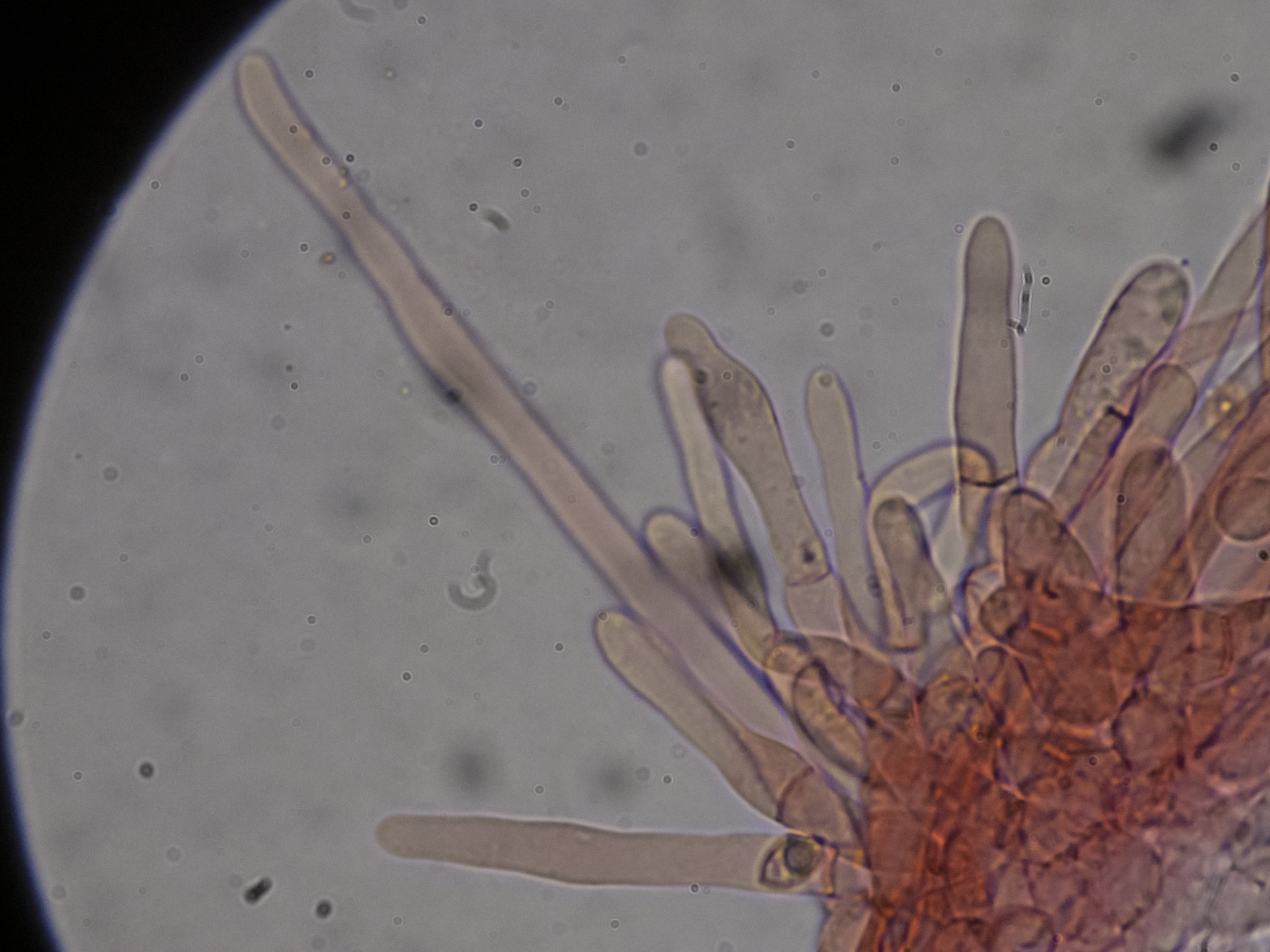
Cystidia